# سلام معلم من
سلام معلم من (انگلیسی: Hello My Teacher؛‏ کره‌ای: 건빵선생과 별사탕) یک مجموعه تلویزیونی محصول کره جنوبی سال ۲۰۰۵ با بازی گونگ هیو جین، گونگ یو، کیم دا هیون و چوی یو جین است. این مجموعه از ۱۳ آوریل تا ۲ ژوئن ۲۰۰۵، روزهای چهارشنبه و پنجشنبه ساعت ۲۱:۵۵ (کی‌اس‌تی) از اس‌بی‌اس پخش شد.

## بازیگران

### اصلی
- گونگ هیو جین در نقش نا بو ری
- گونگ یو در نقش پارک ته این
- کیم دا هیون در نقش جی هیون وو
- چوی یو جین در نقش نو جم ما